# Camerlengo

Wapen van de Kardinaal-kamerheer tijdens het interregnum dat "Sede vacante" wordt genoemd.

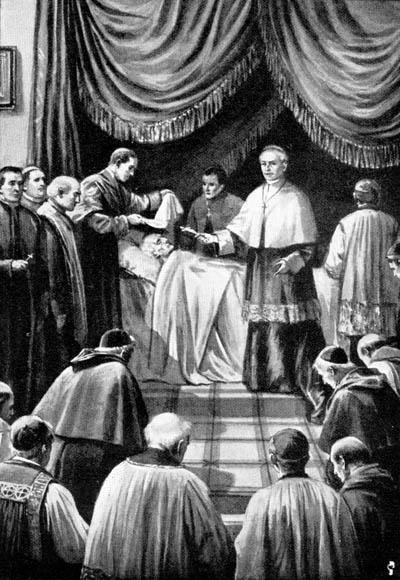
Camerlengo stelt de dood vast van paus Leo XIII

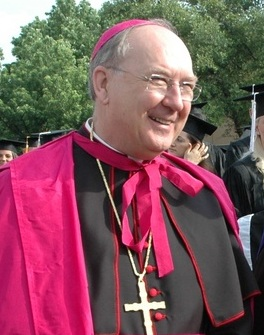
Kevin Farrell, sinds 2019 camerlengo van de Rooms-Katholieke Kerk

Camerlengo is het Kerklatijnse woord voor kamerheer. Het woord is samengesteld uit het Latijnse camera (kamer) en de Germaanse uitgang -ling.
Er waren tot 1995 twee soorten camerlengo's:
1. Camerlengo van de Rooms-Katholieke Kerk
2. Camerlengo van het College van Kardinalen (tot 1995)

Beide functies werden nooit door één en dezelfde persoon bekleed.

## Camerlengo van de Rooms-Katholieke Kerk
Nog specifieker staat de camerlengo van de Rooms-Katholieke Kerk bekend als "kardinaal-schatbewaarder", de tijdelijke beheerder van de pauselijke goederen en rechten, tussen het overlijden of terugtreden van een paus en de keuze van diens opvolger. In die periode is de camerlengo de belangrijkste functionaris binnen het Vaticaan. Het ambt bestaat al sinds de middeleeuwen. Toen gold de camerlengo ook als plaatsvervanger van de paus wanneer deze - tijdelijk - buiten Rome verbleef maar dat is, sinds er moderne communicatiemiddelen bestaan, niet meer het geval. Specifiek voor Rome, de hoofdstad van de Kerkelijke Staat, was de camerlengo bijgestaan door een vice-camerlengo of gouverneur van Rome.
Een van de belangrijkste taken van de camerlengo was het vaststellen van de dood van een paus. Dat deed hij door drie keer aan de paus, bij zijn doopnaam, te vragen of hij sliep. In het geval van bijvoorbeeld paus Pius IX: "Ioanne, dormisne?" (Giovanni, slaap je?). Vervolgens tikte hij de paus drie maal op zijn voorhoofd met een speciaal hiertoe ontworpen zilveren hamertje, dat voorzien was van het wapen van de paus. Deze wijze van het vaststellen van de dood van de paus, is al lang in onbruik geraakt. Tegenwoordig bezoekt de camerlengo enkel samen met de lijfarts van de paus en enkele andere kardinalen het doodsbed. Men stelt de dood vast, en maakt een overlijdensakte op. Vervolgens wordt het hoofd van de overledene overdekt met een velum. De camerlengo stelt een akte van overlijden op en neemt de pontificale vissersring, met zegel, van diens hand. De ring wordt vernietigd door middel van een zilveren hamer, in het bijzijn van enkele getuigen.
Na het overlijden regelt de camerlengo alle aangelegenheden die te maken hebben met de pontificale begrafenis, het protocol en de organisatie van het conclaaf. Tijdens het interregnum, in het Vaticaan "Sede vacante" genoemd, voert de camerlengo een bijzonder wapen; hij vermeerdert zijn kardinaalswapen met de sleutels van Sint-Petrus en een baldakijn of ombrellino. Beiden zijn tekenen van de pauselijke macht. Bijzonder is dat de twee sleutels, die in het pauselijke wapen met een rood koord verbonden zijn, in het wapen van de camerlengo worden verbonden door rode koorden waaraan kwasten zitten die de rang van kardinaal aangeven.
Kevin Farrell is sinds 14 februari 2019 camerlengo van de Rooms-Katholieke Kerk.

### Recente camerlengo's van de Rooms-Katholieke Kerk
| Van        | Tot        | Naam                          | Overleden of afgetreden paus(en) |
| ---------- | ---------- | ----------------------------- | -------------------------------- |
| 25-05-1914 | 05-11-1916 | Francesco Salesio della Volpe | Pius X                           |
| 04-12-1916 | 18-11-1934 | Pietro Gasparri               | Benedictus XV                    |
| 01-04-1935 | 02-03-1939 | Eugenio Pacelli               | Pius XI                          |
| 11-12-1939 | 08-10-1941 | Lorenzo Lauri                 |                                  |
| 09-10-1958 | 30-09-1970 | Benedetto Aloisi Masella      | Pius XII Johannes XXIII          |
| 16-10-1970 | 09-03-1979 | Jean-Marie Villot             | Paulus VI Johannes Paulus I      |
| 05-05-1979 | 25-03-1985 | Paolo Bertoli                 |                                  |
| 25-03-1985 | 21-03-1993 | Sebastiano Baggio             |                                  |
| 05-04-1993 | 04-04-2007 | Eduardo Martínez Somalo       | Johannes Paulus II               |
| 04-04-2007 | 20-12-2014 | Tarcisio Bertone              | Benedictus XVI                   |
| 20-12-2014 | 05-07-2018 | Jean-Louis Tauran             |                                  |
| 14-02-2019 | -          | Kevin Farrell                 | Franciscus                       |

## Camerlengo van het College van Kardinalen
Tot 1995 was er naast de camerlengo van de Katholieke Kerk, ook de Camerlengo van het College van Kardinalen. Deze had tot taak om de financiën van het College te beheren, en verslag te doen van de zittingen van het consistorie. Deze persoon werd steeds voor een jaar gekozen door de kardinalen zelf (dus niet door de paus). Deze periode van een jaar kon steeds worden verlengd. Tussen 1988 en 1995 was de Nederlandse kardinaal Johannes Willebrands de laatste Camerlengo van het College van Kardinalen.